# 墨西哥灰熊
墨西哥灰熊，又名墨西哥棕熊，是一群滅絕的棕熊种群，过去被归类为一独立的亞種（學名：Ursus arctos nelsoni），但现在被认为是灰熊（U. a. horribilis）的一个种群。

## 特徵
墨西哥灰熊是墨西哥最重及最大的哺乳動物之一。牠們長1.83米及重318公斤。由於其銀色的毛皮，故當地人稱牠們為「銀熊」。

## 分佈及棲息地
墨西哥灰熊棲息在墨西哥北部，特別是溫帶的草原及山區針葉林。牠們的分佈地可以遠至美國的阿利桑那州至新墨西哥州及墨西哥。

## 生理
墨西哥灰熊主要是吃植物、果實及昆蟲。牠們有時會吃細小的哺乳動物及腐屍。牠們三年會誕下1-3隻幼熊。

## 滅絕
由於墨西哥灰熊獵食農民的家畜，故被捕殺及毒殺，到了1930年代就已經很稀少。牠們的分佈地減少至奇瓦瓦州以北三個獨立的山上。到了1960年，牠們就只餘下30隻。雖然受到保護，但仍受到獵殺的危害。到了1964年，牠們被認為已經滅絕。

## 外部連結
- Endangered Species Handbook Persecution and Hunting - Bears